# Lai Vu
Lai Vu là một xã thuộc huyện Kim Thành, tỉnh Hải Dương, Việt Nam.